# Crime Scene Riviera/Episodenliste
Diese Episodenliste enthält alle Episoden der französischen Krimiserie Crime Scene Riviera, sortiert nach der französischen Erstausstrahlung. Die Fernsehserie umfasst derzeit zwölf Staffeln mit 141 Episoden.

## Übersicht
| Staffel | Episodenanzahl | Erstausstrahlung Frankreich | Erstausstrahlung Frankreich | Deutschsprachige Erstausstrahlung | Deutschsprachige Erstausstrahlung |
| Staffel | Episodenanzahl | Staffelpremiere             | Staffelfinale               | Staffelpremiere                   | Staffelfinale                     |
| ------- | -------------- | --------------------------- | --------------------------- | --------------------------------- | --------------------------------- |
| 1       | 4              | 11. Mai 2006                | 18. Mai 2006                |                                   |                                   |
| 2       | 8              | 6. September 2007           | 28. September 2007          |                                   |                                   |
| 3       | 10             | 20. November 2008           | 29. Januar 2009             |                                   |                                   |
| 4       | 14             | 10. September 2009          | 11. März 2010               |                                   |                                   |
| 5       | 14             | 10. März 2011               | 28. April 2011              |                                   |                                   |
| 6       | 10             | 26. April 2012              | 24. Mai 2012                |                                   |                                   |
| 7       | 16             | 28. Februar 2013            | 18. April 2013              |                                   |                                   |
| 8       | 12             | 27. Februar 2014            | 3. April 2014               | 28. August 2016                   | 9. Oktober 2016                   |
| 9       | 12             | 5. Februar 2015             | 19. März 2015               | 16. Oktober 2016                  | 20. November 2016                 |
| 10      | 13             | 28. Januar 2016             | 31. März 2016               |                                   |                                   |
| 11      | 14             | 5. Januar 2017              | 25. März 2017               |                                   |                                   |
| 12      | 14             | 1. März 2018                | 26. April 2018              |                                   |                                   |

## Staffel 1
Die Erstausstrahlung der ersten Staffel war vom 11. bis zum 18. Mai 2006 auf dem französischen Sender TF1 zu sehen. Eine deutschsprachige Erstausstrahlung wurde bisher noch nicht gesendet.
| Nr. (ges.) | Nr. (St.) | Deutscher Titel | Originaltitel | Erstausstrahlung Frankreich | Deutschsprachige Erstausstrahlung (–) |
| ---------- | --------- | --------------- | ------------- | --------------------------- | ------------------------------------- |
| 1          | 1         | Arrêt d’urgence | 11. Mai 2006  | –                           |                                       |
| 2          | 2         | Disparition     | 11. Mai 2006  | –                           |                                       |
| 3          | 3         | Dérapages       | 18. Mai 2006  | –                           |                                       |
| 4          | 4         | Handicap        | 18. Mai 2006  | –                           |                                       |

## Staffel 2
Die Erstausstrahlung der zweiten Staffel war vom 6. bis zum 27. September 2007 auf dem französischen Sender TF1 zu sehen. Eine deutschsprachige Erstausstrahlung wurde bisher noch nicht gesendet.
| Nr. (ges.) | Nr. (St.) | Deutscher Titel                 | Originaltitel | Erstausstrahlung Frankreich | Deutschsprachige Erstausstrahlung (–) |
| ---------- | --------- | ------------------------------- | ------------- | --------------------------- | ------------------------------------- |
| 5          | 1         | Apparences                      | 6. Sep. 2007  | –                           |                                       |
| 6          | 2         | Camping                         | 6. Sep. 2007  | –                           |                                       |
| 7          | 3         | L’inconnu du pont de la Garonne | 13. Sep. 2007 | –                           |                                       |
| 8          | 4         | Ante Mortem                     | 13. Sep. 2007 | –                           |                                       |
| 9          | 5         | Connexion dangereuse            | 20. Sep. 2007 | –                           |                                       |
| 10         | 6         | Étoile filante                  | 20. Sep. 2007 | –                           |                                       |
| 11         | 7         | Vents contraires                | 27. Sep. 2007 | –                           |                                       |
| 12         | 8         | Corps à corps                   | 27. Sep. 2007 | –                           |                                       |

## Staffel 3
Die Erstausstrahlung der dritten Staffel war vom 20. November 2008 bis zum 29. Januar 2009 auf dem französischen Sender TF1 zu sehen. Eine deutschsprachige Erstausstrahlung wurde bisher noch nicht gesendet.
| Nr. (ges.) | Nr. (St.) | Deutscher Titel                  | Originaltitel | Erstausstrahlung Frankreich | Deutschsprachige Erstausstrahlung (–) |
| ---------- | --------- | -------------------------------- | ------------- | --------------------------- | ------------------------------------- |
| 13         | 1         | Pour le meilleur et pour le pire | 20. Nov. 2008 | –                           |                                       |
| 14         | 2         | Gendarmes                        | 20. Nov. 2008 | –                           |                                       |
| 15         | 3         | Forêt noire                      | 27. Nov. 2008 | –                           |                                       |
| 16         | 4         | Baby Sitting                     | 27. Nov. 2008 | –                           |                                       |
| 17         | 5         | La bonne fée                     | 4. Dez. 2008  | –                           |                                       |
| 18         | 6         | En plein cœur                    | 4. Dez. 2008  | –                           |                                       |
| 19         | 7         | Une femme comme les autres       | 22. Jan. 2009 | –                           |                                       |
| 20         | 8         | Chute libre                      | 22. Jan. 2009 | –                           |                                       |
| 21         | 9         | Surf                             | 29. Jan. 2009 | –                           |                                       |
| 22         | 10        | Le droit chemin                  | 29. Jan. 2009 | –                           |                                       |

## Staffel 4
Die Erstausstrahlung der vierten Staffel war vom 10. September 2009 bis zum 11. März 2010 auf dem französischen Sender TF1 zu sehen. Eine deutschsprachige Erstausstrahlung wurde bisher noch nicht gesendet.
| Nr. (ges.) | Nr. (St.) | Deutscher Titel     | Originaltitel | Erstausstrahlung Frankreich | Deutschsprachige Erstausstrahlung (–) |
| ---------- | --------- | ------------------- | ------------- | --------------------------- | ------------------------------------- |
| 23         | 1         | Tourner la page     | 10. Sep. 2009 | –                           |                                       |
| 24         | 2         | Mea Culpa           | 10. Sep. 2009 | –                           |                                       |
| 25         | 3         | Bain de minuit      | 17. Sep. 2009 | –                           |                                       |
| 26         | 4         | Ennemis intimes     | 17. Sep. 2009 | –                           |                                       |
| 27         | 5         | L’enfance de l’art  | 24. Sep. 2009 | –                           |                                       |
| 28         | 6         | Les liens du sang   | 24. Sep. 2009 | –                           |                                       |
| 29         | 7         | Morsures secrètes   | 1. Okt. 2009  | –                           |                                       |
| 30         | 8         | Ciel de Plomb       | 1. Okt. 2009  | –                           |                                       |
| 31         | 9         | Le haras            | 25. Feb. 2010 | –                           |                                       |
| 32         | 10        | Randonnée mortelle  | 25. Feb. 2010 | –                           |                                       |
| 33         | 11        | Prise d’otages      | 4. März 2010  | –                           |                                       |
| 34         | 12        | Millésime meurtrier | 4. März 2010  | –                           |                                       |
| 35         | 13        | Les chasseurs       | 11. März 2010 | –                           |                                       |
| 36         | 14        | Le substitut        | 11. März 2010 | –                           |                                       |

## Staffel 5
Die Erstausstrahlung der fünften Staffel war vom 10. März bis zum 28. April 2011 auf dem französischen Sender TF1 zu sehen. Eine deutschsprachige Erstausstrahlung wurde bisher noch nicht gesendet.
| Nr. (ges.) | Nr. (St.) | Deutscher Titel                      | Originaltitel | Erstausstrahlung Frankreich | Deutschsprachige Erstausstrahlung (–) |
| ---------- | --------- | ------------------------------------ | ------------- | --------------------------- | ------------------------------------- |
| 37         | 1         | Roman noir, première partie          | 10. März 2011 | –                           |                                       |
| 38         | 2         | Roman noir, deuxième partie          | 10. März 2011 | –                           |                                       |
| 39         | 3         | Dernier acte                         | 17. März 2011 | –                           |                                       |
| 40         | 4         | Mauvaise rencontre                   | 17. März 2011 | –                           |                                       |
| 41         | 5         | Sauveteurs                           | 24. März 2011 | –                           |                                       |
| 42         | 6         | Pas de deux                          | 24. März 2011 | –                           |                                       |
| 43         | 7         | Hors-jeu                             | 31. März 2011 | –                           |                                       |
| 44         | 8         | Crève-cœur                           | 31. März 2011 | –                           |                                       |
| 45         | 9         | Rescapé                              | 7. Apr. 2011  | –                           |                                       |
| 46         | 10        | Sortie de piste                      | 7. Apr. 2011  | –                           |                                       |
| 47         | 11        | Cœur de pierre                       | 14. Apr. 2011 | –                           |                                       |
| 48         | 12        | Accident de parcours                 | 21. Apr. 2011 | –                           |                                       |
| 49         | 13        | Une place au soleil, première partie | 28. Apr. 2011 | –                           |                                       |
| 50         | 14        | Une place au soleil, deuxième partie | 28. Apr. 2011 | –                           |                                       |

## Staffel 6
Die Erstausstrahlung der sechsten Staffel war vom 26. April bis zum 24. Mai 2012 auf dem französischen Sender TF1 zu sehen. Eine deutschsprachige Erstausstrahlung wurde bisher noch nicht gesendet.
| Nr. (ges.) | Nr. (St.) | Deutscher Titel          | Originaltitel | Erstausstrahlung Frankreich | Deutschsprachige Erstausstrahlung (–) |
| ---------- | --------- | ------------------------ | ------------- | --------------------------- | ------------------------------------- |
| 51         | 1         | Vacances mortelles       | 26. Apr. 2012 | –                           |                                       |
| 52         | 2         | À la dérive              | 26. Apr. 2012 | –                           |                                       |
| 53         | 3         | Rien ne va plus          | 3. Mai 2012   | –                           |                                       |
| 54         | 4         | L’homme aux deux visages | 3. Mai 2012   | –                           |                                       |
| 55         | 5         | Les mailles du filet     | 10. Mai 2012  | –                           |                                       |
| 56         | 6         | La rançon du succès      | 10. Mai 2012  | –                           |                                       |
| 57         | 7         | À corps perdu            | 17. Mai 2012  | –                           |                                       |
| 58         | 8         | Dernier tango            | 17. Mai 2012  | –                           |                                       |
| 59         | 9         | Entre toi et moi         | 24. Mai 2012  | –                           |                                       |
| 60         | 10        | Matador                  | 24. Mai 2012  | –                           |                                       |

## Staffel 7
Die Erstausstrahlung der siebten Staffel war vom 28. Februar bis zum 18. April 2013 auf dem französischen Sender TF1 zu sehen. Eine deutschsprachige Erstausstrahlung wurde bisher noch nicht gesendet.
| Nr. (ges.) | Nr. (St.) | Deutscher Titel                    | Originaltitel | Erstausstrahlung Frankreich | Deutschsprachige Erstausstrahlung (–) |
| ---------- | --------- | ---------------------------------- | ------------- | --------------------------- | ------------------------------------- |
| 61         | 1         | In Memoriam                        | 28. Feb. 2013 | –                           |                                       |
| 62         | 2         | Attraction fatale                  | 28. Feb. 2013 | –                           |                                       |
| 63         | 3         | Noces de sang                      | 7. März 2013  | –                           |                                       |
| 64         | 4         | La mort en héritage                | 7. März 2013  | –                           |                                       |
| 65         | 5         | Le procès                          | 14. März 2013 | –                           |                                       |
| 66         | 6         | Compte à rebours                   | 14. März 2013 | –                           |                                       |
| 67         | 7         | Serment d’Hippocrate               | 21. März 2013 | –                           |                                       |
| 68         | 8         | Coup de théâtre                    | 21. März 2013 | –                           |                                       |
| 69         | 9         | Tarif de nuit                      | 28. März 2013 | –                           |                                       |
| 70         | 10        | Amnésie                            | 28. März 2013 | –                           |                                       |
| 71         | 11        | Belle à mourir                     | 4. Apr. 2013  | –                           |                                       |
| 72         | 12        | Far Ouest                          | 4. Apr. 2013  | –                           |                                       |
| 73         | 13        | Partie de campagne                 | 11. Apr. 2013 | –                           |                                       |
| 74         | 14        | Écart de conduite, première partie | 11. Apr. 2013 | –                           |                                       |
| 75         | 15        | Mauvais présage, deuxième partie   | 18. Apr. 2013 | –                           |                                       |
| 76         | 16        | Trahison, troisième partie         | 18. Apr. 2013 | –                           |                                       |

## Staffel 8
Die Erstausstrahlung der achten Staffel war vom 22. Februar bis zum 29. März 2014 auf dem belgischen Sender La Une zu sehen. Auf dem französischen Sender TF1 war sie vom 27. Februar bis zum 3. April 2014 zu sehen. Die deutschsprachige Erstausstrahlung erfolgte vom 28. August bis zum 9. Oktober 2016 auf dem deutschen Pay-TV-Sender Sat.1 emotions.
| Nr. (ges.) | Nr. (St.) | Deutscher Titel         | Originaltitel     | Erstausstrahlung Belgien | Deutschsprachige Erstausstrahlung (D) | Zuschauer (D, Sat.1) |
| ---------- | --------- | ----------------------- | ----------------- | ------------------------ | ------------------------------------- | -------------------- |
| 77         | 1         | Ein fast perfekter Mord | L’arrivée         | 22. Feb. 2014            | 28. Aug. 2016                         | 1,75 Mio.            |
| 78         | 2         | Täuschungsmanöver       | Jeu de dupes      | 22. Feb. 2014            | 28. Aug. 2016                         | 1,79 Mio.            |
| 79         | 3         | Der Präsident           | L’emmerdeuse      | 1. März 2014             | 4. Sep. 2016                          | 1,84 Mio.            |
| 80         | 4         | Blaubarts Blut          | Barbe Bleue       | 1. März 2014             | 4. Sep. 2016                          | 1,96 Mio.            |
| 81         | 5         | Ausgepresst             | Sous pression     | 8. März 2014             | 11. Sep. 2016                         | 1,37 Mio.            |
| 82         | 6         | Nicht von dieser Welt   | Extraterrestre    | 8. März 2014             | 11. Sep. 2016                         | 1,48 Mio.            |
| 83         | 7         | Kehrseite des Glücks    | Revers de fortune | 15. März 2014            | 18. Sep. 2016                         | –                    |
| 84         | 8         | Opfer aus Liebe         | La cavale         | 15. März 2014            | 18. Sep. 2016                         | –                    |
| 85         | 9         | Cyrano                  | Cyrano            | 22. März 2014            | 25. Sep. 2016                         | –                    |
| 86         | 10        | Scharfe Munition        | Balles à blanc    | 22. März 2014            | 25. Sep. 2016                         | –                    |
| 87         | 11        | Ein alter Bekannter     | Haute tension     | 29. März 2014            | 9. Okt. 2016                          | –                    |
| 88         | 12        | Der Preis der Wahrheit  | Le prix du palace | 29. März 2014            | 9. Okt. 2016                          | –                    |

## Staffel 9
Die Erstausstrahlung der neunten Staffel war vom 31. Januar bis zum 7. März 2015 auf dem belgischen Sender La Une zu sehen. Auf dem französischen Sender TF1 war sie vom 5. Februar bis zum 19. März 2015 zu sehen. Die deutschsprachige Erstausstrahlung erfolgte vom 16. Oktober bis zum 20. November 2016 auf dem deutschen Pay-TV-Sender Sat.1 emotions.
| Nr. (ges.) | Nr. (St.) | Deutscher Titel       | Originaltitel        | Erstausstrahlung Belgien | Deutschsprachige Erstausstrahlung (D) |
| ---------- | --------- | --------------------- | -------------------- | ------------------------ | ------------------------------------- |
| 89         | 1         | Der Vampirmörder      | Copycat              | 31. Jan. 2015            | 16. Okt. 2016                         |
| 90         | 2         | Tod eines Strippers   | Sexy à mort          | 31. Jan. 2015            | 16. Okt. 2016                         |
| 91         | 3         | Das gestohlene Herz   | Une femme de trop    | 7. Feb. 2015             | 23. Okt. 2016                         |
| 92         | 4         | Letzter Ausweg        | Ultime recours       | 7. Feb. 2015             | 23. Okt. 2016                         |
| 93         | 5         | Unter Verdacht        | Prise au piège       | 14. Feb. 2015            | 30. Okt. 2016                         |
| 94         | 6         | In tödlicher Gefahr   | Leslie en danger     | 14. Feb. 2015            | 30. Okt. 2016                         |
| 95         | 7         | Schatzsuche           | Chasse au trésor     | 21. Feb. 2015            | 6. Nov. 2016                          |
| 96         | 8         | Lili                  | Innocence sacrifiée  | 21. Feb. 2015            | 6. Nov. 2016                          |
| 97         | 9         | Die Spur der Wölfe    | Les Loups            | 28. Feb. 2015            | 13. Nov. 2016                         |
| 98         | 10        | Racheengel            | La Règle du jeu      | 28. Feb. 2015            | 13. Nov. 2016                         |
| 99         | 11        | Tod unter den Sternen | La Nuit des étoiles  | 7. März 2015             | 20. Nov. 2016                         |
| 100        | 12        | Lügen und Geheimnisse | Secrets et mensonges | 7. März 2015             | 20. Nov. 2016                         |

## Staffel 10
Die Erstausstrahlung der zehnten Staffel war vom 23. Januar bis zum 12. März 2016 auf dem belgischen Sender La Une zu sehen. Auf dem französischen Sender TF1 war sie vom 28. Januar bis zum 31. März 2016 zu sehen. Eine deutschsprachige Erstausstrahlung wurde bisher noch nicht gesendet.
| Nr. (ges.) | Nr. (St.) | Deutscher Titel    | Originaltitel | Erstausstrahlung Belgien | Deutschsprachige Erstausstrahlung (–) |
| ---------- | --------- | ------------------ | ------------- | ------------------------ | ------------------------------------- |
| 101        | 1         | Noces Rouges       | 23. Jan. 2016 | –                        |                                       |
| 102        | 2         | Disparu            | 23. Jan. 2016 | –                        |                                       |
| 103        | 3         | Escalade           | 30. Jan. 2016 | –                        |                                       |
| 104        | 4         | Diva               | 30. Jan. 2016 | –                        |                                       |
| 105        | 5         | Saut de l’ange     | 6. Feb. 2016  | –                        |                                       |
| 106        | 6         | Nuit d’ivresse     | 6. Feb. 2016  | –                        |                                       |
| 107        | 7         | Dérives            | 13. Feb. 2016 | –                        |                                       |
| 108        | 8         | Corbeau blanc      | 13. Feb. 2016 | –                        |                                       |
| 109        | 9         | Cocoon             | 27. Feb. 2016 | –                        |                                       |
| 110        | 10        | L’Absente          | 27. Feb. 2016 | –                        |                                       |
| 111        | 11        | Le Roi du Carnaval | 12. März 2016 | –                        |                                       |
| 112        | 12        | Sous influence     | 12. März 2016 | –                        |                                       |
| 113        | 13        | Jusqu’au dernier   | 12. März 2016 | –                        |                                       |

## Staffel 11
Die Erstausstrahlung der elften Staffel ist seit dem 3. Januar 2017 auf dem französischsprachigen und schweizerischen Sender RTS Un zu sehen. Auf dem französischen Sender TF1 ist sie seit dem 5. Januar 2017 zu sehen. Eine deutschsprachige Erstausstrahlung wurde bisher noch nicht gesendet.
| Nr. (ges.) | Nr. (St.) | Deutscher Titel       | Originaltitel | Erstausstrahlung Schweiz | Deutschsprachige Erstausstrahlung (–) |
| ---------- | --------- | --------------------- | ------------- | ------------------------ | ------------------------------------- |
| 114        | 1         | Dans son monde        | 3. Jan. 2017  | –                        |                                       |
| 115        | 2         | Mauvaise Blague       | 3. Jan. 2017  | –                        |                                       |
| 116        | 3         | Famille décomposée    | 7. Jan. 2017  | –                        |                                       |
| 117        | 4         | Grande redistribution | 7. Jan. 2017  | –                        |                                       |
| 118        | 5         | En plein ciel         | 14. Jan. 2017 | –                        |                                       |
| 119        | 6         | White party           | 14. Jan. 2017 | –                        |                                       |
| 120        | 7         | Manipulations         | 28. Jan. 2017 | –                        |                                       |
| 121        | 8         | Sacrifices            | 4. Feb. 2017  | –                        |                                       |
| 122        | 9         | Mortels rivages       | 18. Feb. 2017 | –                        |                                       |
| 123        | 10        | L'impasse             | 25. Feb. 2017 | –                        |                                       |
| 124        | 11        | Origine               | 4. März 2017  | –                        |                                       |
| 125        | 12        | Mauvais genre         | 11. März 2017 | –                        |                                       |
| 126        | 13        | Mon ange              | 18. März 2017 | –                        |                                       |
| 127        | 14        | Prêt à tout           | –             | –                        |                                       |

## Staffel 12
Die Serie wurde um eine zwölfte Staffel verlängert, deren Ausstrahlung ist im Frühjahr 2018 geplant.